# 존 윌러비
존 윌러비(영어: John Willoughby)는 제인 오스틴의 소설 《이성과 감성》의 등장인물이다. 잘생기고 쾌활하지만 경박한 인물로, 매리앤 대시우드가 그를 사모하지만 실은 속물이었단 것이 밝혀진다.
1995년작 영화 《센스 앤 센서빌리티》에서는 그레그 와이즈가 연기했다. 2008년작 미니시리즈 《이성과 감성》에서는 도미닉 쿠퍼가 연기했다.

## 담당 배우

### 영화
- 센스 앤 센서빌리티(1995) - 그레그 와이즈
- 프롬 프라다 투 나다(2003) - 쿠노 베커(로드리고 푸엔테스)

### TV 드라마
- 클라이브 프랜시스
- 이성과 감성(1981) - 피터 우드워드
- 이성과 감성(2008) - 도미닉 쿠퍼